# Обвързани
„Обвързани“ (на английски: Rules of Engagement) е американски ситком, излъчван по CBS от 5 февруари 2007 г. до 20 май 2013 г., първоначално излъчвайки като заместител в средата на сезона. Сериала е продуциран от Happy Madison Productions на Адам Сандлър във връзка с CBS Television Studios и Sony Pictures Television, който контролира северноамериканските права, докато CBS контролира международните права. Шоуто получи отрицателни отзиви по време на изпълнението му. Въпреки това, той винаги печели сравнително добри оценки, като помага на шоуто да достигне 100 епизода (обикновено минимум за синдикиране) в седем сезона.

## В България
В България сериалът започва на 27 юли 2009 г. по Fox Life. Дублажът е на студио Доли. Ролите се озвучават от артистите Силвия Лулчева, Десислава Знаменова, Даниел Цочев, Ивайло Велчев от първи до пети сезон, Росен Плосков в шести и седми, и Николай Николов.